# Бросківська сільська рада
Бро́сківська сільська́ ра́да — колишня адміністративно-територіальна одиниця та орган місцевого самоврядування в Ізмаїльському районі Одеської області. Адміністративний центр — село Броска.

## Загальні відомості
Бросківська сільська рада утворена в 1945 році.
- Територія ради: 28,94 км²
- Населення ради: 3 704 особи (станом на 2001 рік)

## Населені пункти
Сільській раді були підпорядковані населені пункти:
- с. Броска

## Населення
Згідно з переписом 1989 року населення сільської ради становило 5800 осіб, з яких 2696 чоловіків та 3104 жінки.
За переписом населення 2001 року в сільській раді мешкало 3725 осіб.

### Мова
Розподіл населення за рідною мовою за даними перепису 2001 року:
| Мова       | Відсоток |
| ---------- | -------- |
| українська | 76,81 %  |
| російська  | 17,22 %  |
| молдовська | 2,59 %   |
| болгарська | 2,29 %   |
| білоруська | 0,4 %    |
| циганська  | 0,19 %   |
| гагаузька  | 0,13 %   |
| румунська  | 0,03 %   |

## Склад ради
Рада складалася з 22 депутатів та голови.
- Голова ради:
- Секретар ради: Кириченко Олена Михайлівна

### Керівний склад попередніх скликань
| Прізвище, ім'я, по батькові | Основні відомості                                            | Дата обрання | Дата звільнення |
| --------------------------- | ------------------------------------------------------------ | ------------ | --------------- |
| Жеребко Віра Миколаївна     | Сільський голова, 1952 року народження, член Народної партії | 26.03.2006   | 31.10.2010      |

Примітка: таблиця складена за даними сайту Верховної Ради України

### Депутати
За результатами місцевих виборів 2010 року депутатами ради стали:

#### За суб'єктами висування
| Суб'єкт висування | Кількість обраних депутатів | %    |
| ----------------- | --------------------------- | ---- |
| Самовисування     | 17                          | 77,3 |
| Народна партія    | 3                           | 13,6 |
| Партія регіонів   | 2                           | 9,1  |

#### За округами
| № округу        | Прізвище, ім'я, по батькові     | Дата визнання обраним | Освіта             | Партійна приналежність | Відомості про обраного депутата                                    |
| --------------- | ------------------------------- | --------------------- | ------------------ | ---------------------- | ------------------------------------------------------------------ |
| Народна Партія  |                                 |                       |                    |                        |                                                                    |
| 1               | Кожуріна Олександра Олексіївна  | 05.11.2010            | середня            | член Народної партії   | Ізмаїльський факультет ОНМА, прибиральниця                         |
| 3               | Камарницька Алла Костянтинівна  | 05.11.2010            | середня спеціальна | член Народної партії   | Бросківський фельдшерсько-акушерський пункт, дитяча медична сестра |
| 4               | Походєєва Любов Василівна       | 05.11.2010            | вища               | член Народної партії   | Бросківська сільська рада, землевпорядник                          |
| Партія регіонів |                                 |                       |                    |                        |                                                                    |
| 7               | Кириченко Олена Михайлівна      | 05.11.2010            | вища               | член Партії регіонів   | тимчасово не працює                                                |
| 15              | Щербина Марина Степанівна       | 05.11.2010            | вища               | член Партії регіонів   | Бросківська загальноосвітня школа, вчитель                         |
| Самовисування   |                                 |                       |                    |                        |                                                                    |
| 2               | Бурлак Раїса Іванівна           | 05.11.2010            | вища               | позапартійна           | Бросківська загальноосвітня школа, секретар                        |
| 5               | Шнявіна Світлана Валеріївна     | 05.11.2010            | вища               | позапартійна           | залізнична станція Ізмаїла, ревізор                                |
| 6               | Телеуця Катерина Іванівна       | 05.11.2010            | середня спеціальна | позапартійна           | пенсіонер                                                          |
| 8               | Михайленко Віра Миронівна       | 05.11.2010            | середня            | позапартійна           | тимчасово не працює                                                |
| 9               | Топалова Оксана Михайлівна      | 05.11.2010            | середня            | позапартійна           | приватний підприємець, перукар                                     |
| 10              | Михальченко Світлана Вікторівна | 05.11.2010            | вища               | позапартійна           | Бросківська загальноосвітня школа, викладач                        |
| 11              | Данілова Ірина Григорівна       | 05.11.2010            | вища               | позапартійна           | банк «Дельта», кредитний інспектор                                 |
| 12              | Гудь Дмитро Миколайович         | 05.11.2010            | середня            | позапартійний          | компанія «Оболонь», супервайзер                                    |
| 13              | Єрохтенко Олександр Григорович  | 05.11.2010            | середня            | позапартійний          | тимчасово не працює                                                |
| 14              | Хлистов Василь Андрійович       | 05.11.2010            | середня спеціальна | позапартійний          | пенсіонер                                                          |
| 16              | Фтомович Наталія Вікторівна     | 05.11.2010            | середня            | позапартійна           | Ізмаїльська інфекційна лікарня, молодша медична сестра             |
| 17              | Водзяновська Алла Павлівна      | 05.11.2010            | вища               | позапартійна           | Бросківська загальноосвітня школа, вчитель                         |
| 18              | Скульніченко Віктор Борисович   | 05.11.2010            | середня спеціальна | позапартійний          | приватний підприємець                                              |
| 19              | Денисюк Лада Сергіївна          | 05.11.2010            | середня спеціальна | позапартійна           | Ізмаїльське управління газового господарства, контролер            |
| 20              | Таргоніна Лариса Анатоліївна    | 05.11.2010            | середня            | позапартійна           | Бросківська загальноосвітня школа, завгосп                         |
| 21              | Зіхлінська Наталія Василівна    | 05.11.2010            | вища               | позапартійна           | тимчасово не працює                                                |
| 22              | Черненко Наталія Вікторівна     | 05.11.2010            | вища               | позапартійна           | дошкільний навчальний заклад № 33, вихователь                      |